# Юрай Цебак
Юрай Цебак (словац. Juraj Cebák; народився 29 вересня 1982) — словацький хокеїст, захисник. Виступає за ХК «05 Банська Бистриця» у Словацькій Екстралізі.
Виступав за МХК «Прєвідза», МсХК «Жиліна», ХК «Вітковіце», ХК «Нітра», МХК «Мартін», ХК «Левиці», ХКм «Зволен», ХК «07 Детва».
У складі національної збірної Словаччини провів 2 матчі.
Бронзовий призер чемпіонату Словаччини (2011).